# آدام موفت
آدام موفت (انگلیسی: Adam Moffat؛ زادهٔ ۱۵ مهٔ ۱۹۸۶) بازیکن فوتبال اهل بریتانیا است.
از باشگاه‌هایی که در آن بازی کرده است می‌توان به باشگاه فوتبال دالاس، باشگاه فوتبال هیوستون دینامو، باشگاه فوتبال سیاتل ساندرز، باشگاه فوتبال پورتلند تیمبرز، باشگاه فوتبال راس کانتی، باشگاه فوتبال کلمبوس کرو، و باشگاه فوتبال نیویورک کاسموس اشاره کرد.